# Aethomys hindei
Aethomys hindei е вид бозайник от семейство Мишкови (Muridae).

## Разпространение
Видът е разпространен в Демократична република Конго, Етиопия, Камерун, Кения, Танзания, Уганда, Централноафриканска република и Южен Судан.